# Cher in Concert
Cher in Concert (conosciuto anche come Take Me Home Tour) è il primo tour da solista della cantante Cher, a supporto dell'album Take Me Home (1979).
Ha avuto inizio ad Atlantic City il 9 luglio 1979 ed è terminato, dopo 24 spettacoli tra Nord America, Europa e Oceania, il 6 dicembre 1981 a Melbourne.
1. Ain't Nobody's Business
2. Signed, Sealed, Delivered I'm Yours
3. Fire
4. Easy To Be Hard
5. The Way of Love
6. Ain't No Mountain High Enough (eseguita con J.C. Gaynor)
7. Boogie Woogie Bugle Boy (eseguita da Kenny Sacha)
8. Friends (eseguita insieme a Sacha e Gaynor)
9. Jailhouse Rock / Dream Lover / Great Balls of Fire
10. Rockin' Robin
11. Johnny B. Goode
12. Dedicated to the One I Love
13. Hand Jive / Honky Tonk Women / Old Time Rock and Roll
14. Take It to the Limit
15. Take Me Home
16. Takin' It to the Streets
17. Ain't Got No Money

## Date
| Date             | Città           | Paese        | Luogo                                |
| Nord America     | Nord America    | Nord America | Nord America                         |
| ---------------- | --------------- | ------------ | ------------------------------------ |
| 9 luglio 1979    | Atlantic City   | Stati Uniti  | Resorts International Grand Ballroom |
| 10 luglio 1979   | Atlantic City   | Stati Uniti  | Resorts International Grand Ballroom |
| 11 luglio 1979   | Atlantic City   | Stati Uniti  | Resorts International Grand Ballroom |
| 12 luglio 1979   | Atlantic City   | Stati Uniti  | Resorts International Grand Ballroom |
| 14 luglio 1979   | Atlantic City   | Stati Uniti  | Resorts International Grand Ballroom |
| 16 luglio 1979   | Washington      | Stati Uniti  | Kennedy Center Opera House           |
| 17 luglio 1979   | Washington      | Stati Uniti  | Kennedy Center Opera House           |
| 18 luglio 1979   | Los Angeles     | Stati Uniti  | Universal Amphitheatre               |
| 19 luglio 1979   | Los Angeles     | Stati Uniti  | Universal Amphitheatre               |
| 21 luglio 1979   | Washington      | Stati Uniti  | Kennedy Center Opera House           |
| 22 luglio 1979   | Washington      | Stati Uniti  | Kennedy Center Opera House           |
| Europa           |                 |              |                                      |
| 10 maggio 1980   | Monte Carlo     | Monaco       | Salle des Étolies                    |
| 12 maggio 1980   | Parigi          | Francia      | L'Olympia                            |
| 14 maggio 1980   | Londra          | Regno Unito  | Hammersmith Odeon                    |
| Nord America     |                 |              |                                      |
| 5 giugno 1981    | Los Angeles     | Stati Uniti  | Greek Theatre                        |
| 6 giugno 1981    | Los Angeles     | Stati Uniti  | Greek Theatre                        |
| 7 giugno 1981    | Los Angeles     | Stati Uniti  | Greek Theatre                        |
| 8 giugno 1981    | Los Angeles     | Stati Uniti  | Greek Theatre                        |
| 13 luglio 1981   | Hoffman Estates | Stati Uniti  | Poplar Creek Music Theater           |
| 14 luglio 1981   | Hoffman Estates | Stati Uniti  | Poplar Creek Music Theater           |
| Oceania          |                 |              |                                      |
| 26 novembre 1981 | Sydney          | Australia    | Capitol Theatre                      |
| 27 novembre 1981 | Sydney          | Australia    | Capitol Theatre                      |
| 4 dicembre 1981  | Melbourne       | Australia    | Palais Theatre                       |
| 5 dicembre 1981  | Melbourne       | Australia    | Palais Theatre                       |
| 6 dicembre 1981  | Melbourne       | Australia    | Palais Theatre                       |

## Residency al Caesars Palace a Las Vegas
Il concerto dal 1979 al 1981 divenne la prima residency dell'artista a Las Vegas, al Circus Maximus Showroom del Caesars Palace (lo show si teneva alle 21:00 e alle mezzanotte e mezza). Gli show dal 25 settembre al 2 ottobre 1980 si tennero invece allo Stateline Showroom del Caesars Tahoe di Stateline, sempre nello stato del Nevada.

### Scaletta
1. "Could I Be Dreaming"
2. "Signed, Sealed, Delivered I'm Yours"
3. "You Make My Dreams"
4. "Da Ya Think I'm Sexy?"
5. "Those Shoes"
6. "Out Here On My Own"
7. "Take It to the Limit"
8. "I'm Coming Out" (performed by J.C. Gaynor)
9. "In the Mood" (performed by Kenny Sacha)
10. "Friends" (performed by Sacha, Gaynor and Cher)
11. "Lookin' for Love" (contains elements of "Devil Went Down to Georgia")
12. "When Will I Be Loved"
13. "More Than You Know"
14. "Fame"

### Trasmissioni del concerto in televisione
- "Live in Montecarlo"
- "The Monte Carlo Show – 1980 "
- "A Celebration at Caesars Palace"

## Protagonisti
- Lead vocals: Cher
- Background vocals: Michelle Aller
- Background vocals: Warren Ham
- Background vocals: Petsye Powell
- Produced and Staged: Joe Layton
- Musical Director: Gary Scott
- Dancer: Wayne Bascomb
- Dancer: Damita Jo Freeman
- Dancer: Warren Lucas
- Dancer: Mykal Perea
- Dancer: Randy Wander

Drag Queens
- Kenny Sacha as Bette Midler
- Russel Elliot as Cher (in the interlude)
- J.C. Gaynor as Diana Ross

Costumi
- Costumes Designed: Bob Mackie
- Wardrobe: Alan Trugman
- Wardrobe: Debbie Paull
- Wigs: Renata

Band
- Saxophone: Warren Ham
- Drums: Gary Ferguson
- Guitarist: Ron "Rocket" Ritchotte
- Ken Rarick
- Bob Parr